# The Best of Birdland, Vol. 1
Best of Birdland, Vol. 1 è un album raccolta di Lee Morgan (presente nella seconda parte del disco) e John Coltrane (presente nella prima parte), pubblicato dalla Roulette Records nel 1960.

## Tracce
Lato A
1. Exotica – 4:26 (John Coltrane) – Registrato l'8 settembre 1960 allo United Recording Studios di Hollywood (California)
2. One for Four – 7:29 (John Coltrane) – Registrato l'8 settembre 1960 allo United Recording Studios di Hollywood (California)
3. Simple Like – 3:50 (John Coltrane) – Registrato l'8 settembre 1960 allo United Recording Studios di Hollywood (California)[2]

Lato B
1. A Bid for Sid – 4:23 (Lee Morgan) – Registrato (probabilmente) nel giugno 1960 al Capitol Studios di New York
2. Suspended Sentence – 5:17 (Wayne Shorter) – Registrato (probabilmente) nel giugno 1960 al Capitol Studios di New York
3. Minor Strain – 6:22 (Bobby Timmons) – Registrato (probabilmente) nel giugno 1960 al Capitol Studios di New York[3]

- Brani B1, B2 e B3: altre fonti riportano come data di registrazione fine 1959 a New York[4].

## Musicisti
Brani A1, A2 e A3
- John Coltrane - sassofono tenore
- McCoy Tyner - pianoforte
- Steve Davis - contrabbasso
- Billy Higgins - batteria

Brani B1, B2 e B3
- Lee Morgan - tromba
- Wayne Shorter - sassofono tenore
- Bobby Timmons - pianoforte
- Jimmy Rowser - contrabbasso
- Art Taylor - batteria